# Batrachoididae

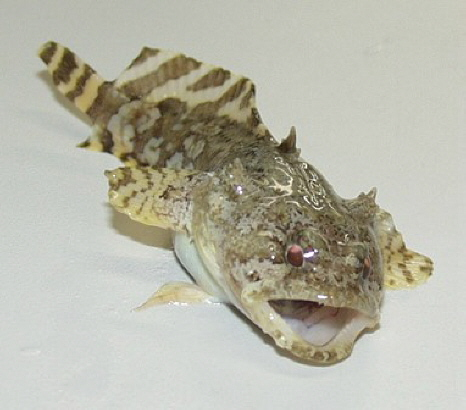
Opsanus beta

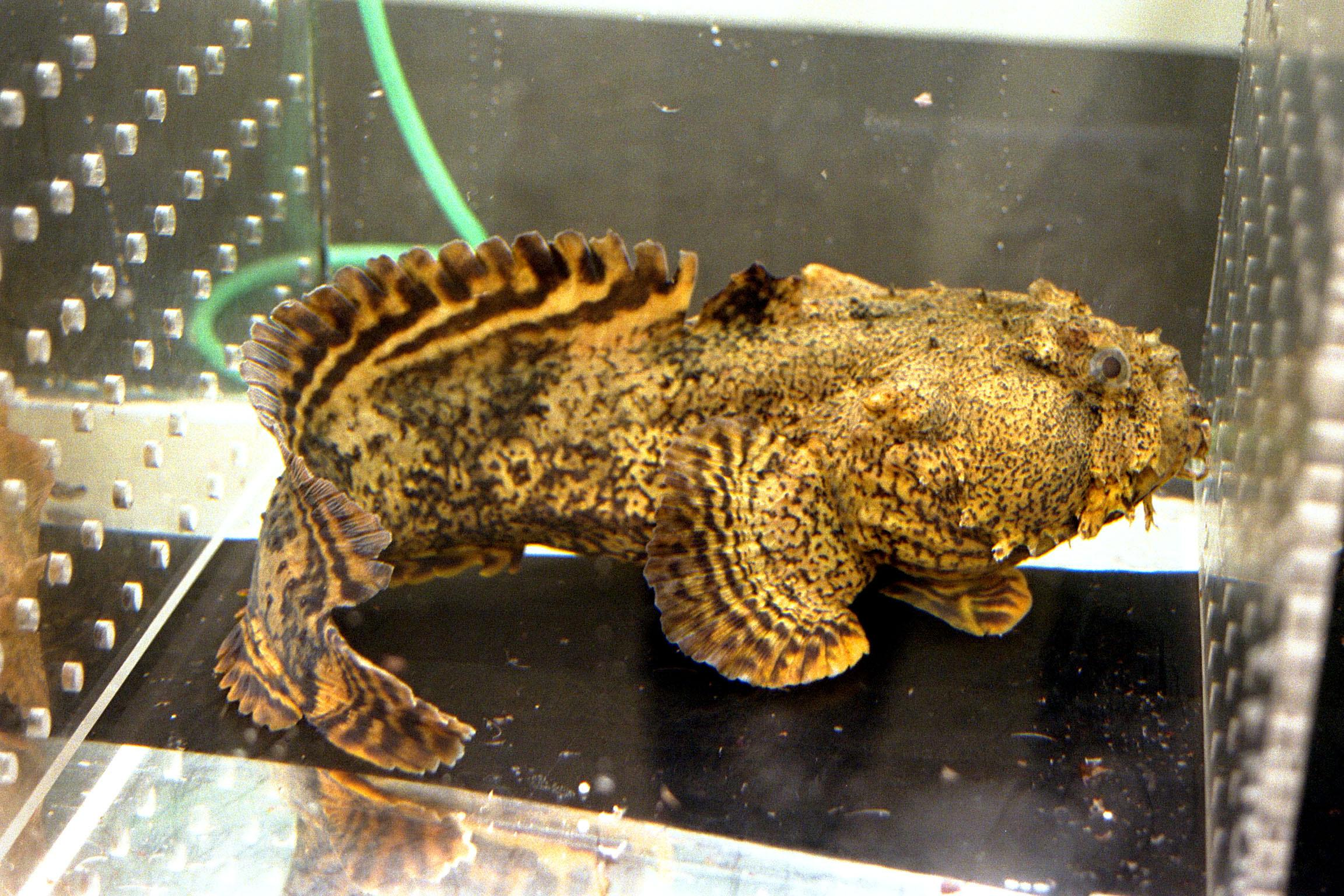
Opsanus tau

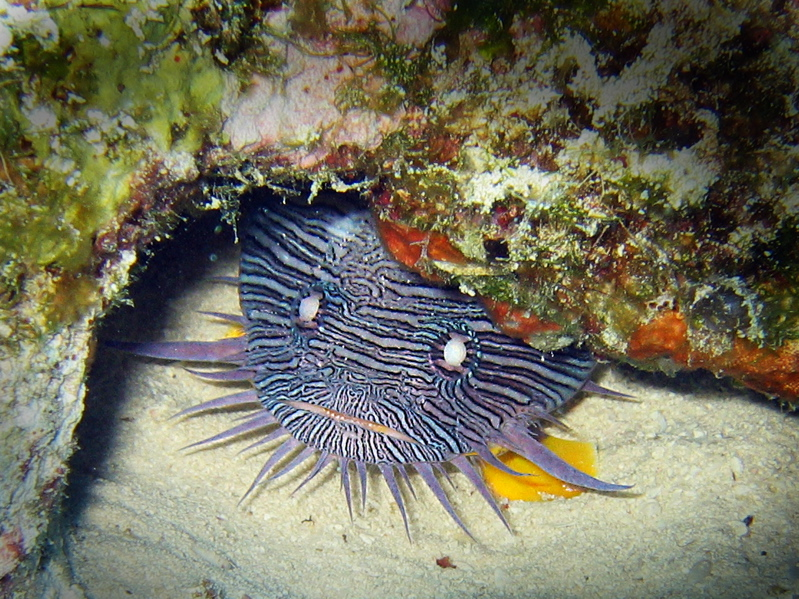
Sanopus splendidus

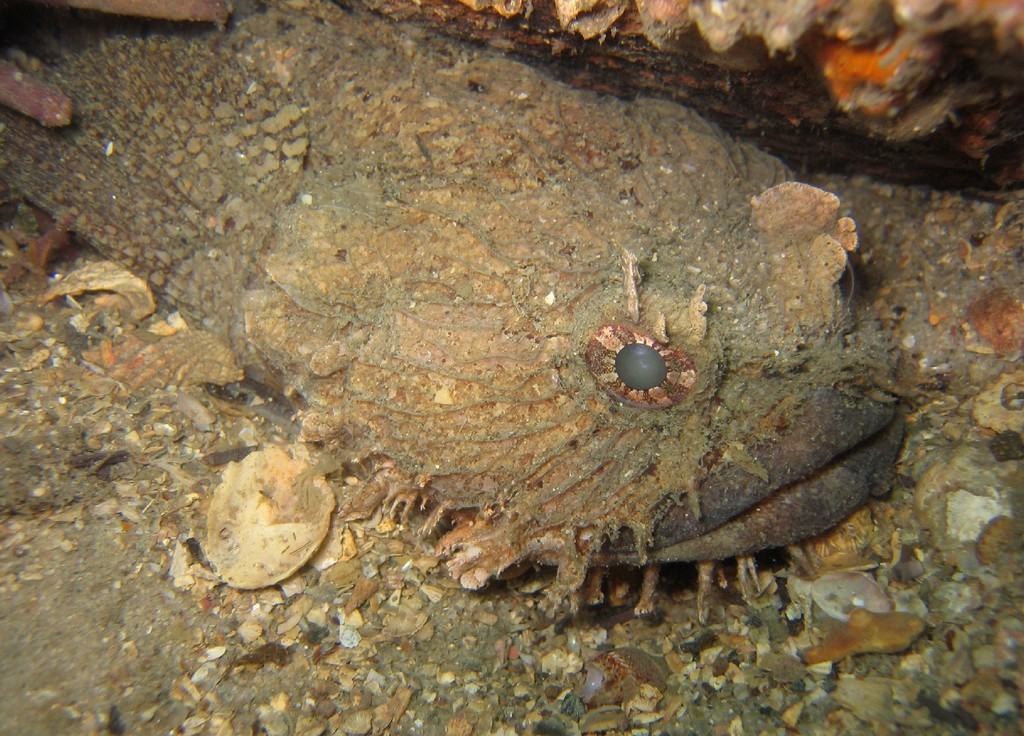
Batrachomoeus dubius

I Batrachoididae sono una famiglia di pesci ossei, l'unica appartenente all'ordine Batrachoidiformes.

## Distribuzione e habitat
Questi pesci sono diffusi in tutti i mari e gli oceani tropicali e, più discontinuamente, temperati. Sono particolarmente comuni nelle acque americane. Nel mar Mediterraneo è presente ma rara la specie Halobatrachus didactylus.
Sono pesci bentonici che popolano sia fondi duri che molli, sono presenti anche nelle barriere coralline. Diverse specie sono eurialine e penetrano negli estuari ed alcune vivono esclusivamente nelle acque dolci. Sono generalmente costieri ma alcuni vivono anche a profondità piuttosto alte.

## Descrizione
L'aspetto di questi pesci è inconfondibile, con la testa schiacciata bordata di barbigli o di espansioni cutanee simili a quelle degli scorfani mediterranei, dotata di occhi posti in posizione dorsale e di una grande bocca irta di denti.
Il corpo è compresso lateralmente. Le scaglie sono spesso assenti, quando presenti sono piccolissime e coperte dal muco. Ci possono essere anche più di una linea laterale, in alcune specie dotata di fotofori. Opercolo branchiale con spine. Le pinne dorsali sono due, la prima brevissima ma armata di raggi spinosi e duri, la seconda, simile alla pinna anale, invece è composta di soli raggi molli ed è lunga. Le pinne pettorali sono grandi, robuste e portate su peduncoli muscolosi. La pinna caudale è rotonda.
La colorazione è di solito mimetica con toni che vanno dal bruno al verdastro, la specie Sanopus splendidus però ha brillanti colori.
Sono pesci di taglia da piccola a media, con lunghezze massime intorno ai 60 cm.

## Biologia
Questi pesci sono cacciatori all'agguato e passano molto del loro tempo in attesa, non sono dunque dei buoni nuotatori. Si cibano di pesci e crostacei.

## Pesca
Alcune specie hanno un buon valore commerciale e gastronomico, soprattutto sui mercati sudamericani.

## Pericoli per l'uomo
Alcune specie hanno, come le tracine, ghiandole velenifere collegate alle spine dell'opercolo e della prima pinna dorsale.

## Generi
- Allenbatrachus
- Amphichthys
- Aphos
- Austrobatrachus
- Barchatus
- Batrachoides
- Batrachomoeus
- Batrichthys
- Bifax
- Chatrabus
- Colletteichthys
- Daector
- Halobatrachus
- Halophryne
- Opsanus
- Perulibatrachus
- Porichthys
- Potamobatrachus
- Riekertia
- Sanopus
- Thalassophryne
- Triathalassothia
- Vladichthys